# András Wanié
András Wanié, född 23 april 1911 i Szeged, död 12 november 1976 i Sacramento, var en ungersk simmare.
Wanié blev olympisk bronsmedaljör på 4 x 200 meter frisim vid sommarspelen 1932 i Los Angeles.